# Ватрено крштење
Ватрено крштење (пољ. Chrzest ognia, енгл. Baptism of Fire) је пета од седам књига саге о Вешцу (коју чине две збирке приповедака и пет романа), коју је написао пољски писац фантастике Анджеј Сапковски. Књига је преведена на више страних језика.
Роман прати авантуре Гералта од Ривије и његове дружине (песника Невена, терористкиње Милве, вампира Региса и дезертера Кахира), који траже Цири, принцезу Цинтре, у ратом захваћеним краљевствима Лирији и Ривији током инвазије јужне империје Нилфгарда. За то време, Цири је постала члан банде Пацова, злогласне одметничке дружине.

### У Брокилону
У Брокилону, слободној шуми Дријада, Гералт од Ривије се опоравља од рана које је задобио од Вилгефорца током пуча на Танеду, под заштитом господарице Етне. Ту га проналази Невен (тако што је очарао дријаде песмама на Старом језику) и обавештава га о последицама пуча на Танеду: Едирн и Лирија су прегажени армијама Нилфгарда и Веверица - Ривија се предала, Венгербург је уништен, а Црна Рајла пала је бранећи избеглице. Северњачки савез се распао - краљ Демавенд је избегао у Редању, краљица Меве је нестала, Верден је пришао Нилфгарду, Фолтест од Темерије потписао је сепаратни мир, а Хенселт од Кедвена окупирао је северни Едирн у договору са царем; Редања је у хаосу после убиства краља Визимира, под управом Филипе Ејлхарт и Дајкстре, шефа тајне полиције. Од преживелих чаробњака, Тисаја де Фриз се убила због гриже савести, Трис Мериголд је пришла Филипи, а Вилгефорц и Јенефер су нестали, док је Франческа Финдабар постала краљица Долине Цвећа, нове вилењачке државе у западном Едирну под заштитом Нилфгарда. У Брокилону је и девојка Милва, врсни стрелац и ловац, коју власти Едирна траже као терористкињу због сарадње са Веверицама: као војни извиђач више пута је одвела поверене војнике у заседу вилењака док није откривена; сада помаже разбијеним одредима устаника да се склоне у Брокилон. По наређењу господарице Етне, она прикупља информације о Цири (која је нестала са Танеда), и обавештава Гералта да је Цири (заправо двојница) у власти цара Нилфгарда.

### На ратишту
Области северно од реке Јаруге (краљевине Бруга и Горњи Соден) прегажене су војскама Нилфгарда и одредима Веверица (Скојатела), док се поједина места и изоловани одреди и даље бране. Милва одлучује да прати Гералта, који је у пратњи Невена кренуо у Нилфгард да спасе Цири. Путовање није лако, рат је наизглед на свим странама и скоро сваки град је у пламену.
Путујући даље, Гералт и Милва у самоодбрани уништавају једну нилфгардску патролу, која у мртвачком ковчегу превози Кахира ап Келаха , некадашњег "Црног јахача" из Цириних ноћних мора: Веверице, које предводи Изенгрим Фолтијарна - Гвоздени Вук - предале су Кахира нилфгардској обавештајној служби, да би одговарао за неуспех у хватању Цири (као и за подметање двојнице). Гералт му по други пут штеди живот и пушта га на слободу, али Кахир наставља да издаље прати (и помаже) вешца и његову пратњу.
На путу се Гералт и пријатељи придружују групи жена и деце, избеглица, које беже под заштитом групе наоружаних патуљака (уз једног гнома, Парсивала Шутенбаха) на чијем је челу духовити и неустрашиви Золтан Чивај. Пролазећи кроз уништено шумско село, Гералт и Милва уништавају банду мародера (стрвинара), затечених у силовању заробљене сељанчице.
Уз пут, Гералтови сапутници налазе склониште и помоћ у колиби непознатог видара, Региса, који им се придружује како би побегао од рата. У избегличком кампу на Јаруги, жене и деца које је Гералтова дружина пратила налазе своје породице, а Гералт узима у заштиту малоумну девојку оптужену да је вештица, и Регис је спасава на божијем суду, извукавши голом руком усијано гвожђе из ватре (без опекотина!). Одмах потом камп нападају Нилфгардијци (како би избеглице одвели у ропство), и дружина се распада: Гералта и Невена спасава војска маршала Висегреда (састављена од Редањаца и избеглица из Цинтре), али су обојица ухапшени под оптужбом да је Гералт предао Цири Нилфгарду (или барем да су ју је лоше васпитао, па је зато дозволила да је заробе живу!). Избавља их Регис, који хипнозом успављује стражаре, и Гералт схвата да је видар - заправо виши вампир, који се по сопственим речима одавно одрекао пијења крви. За то време, Кахир спасава Милву и придружује се групи.
После битке, патуљци напуштају Гералтову дружину да би се склонили од рата у Махакам (независну патуљачку рударску колонију у планинама између Едурна и Темерије), а на растанку, Золтан поклања Гералту свој мач, првокласне патуљачке израде.
Потом, Гералт и Регис откривају да је Милва трудна (са тројицом непознатих вилењака које је спасла од потере), и дружина покушава да пређе Јаругу скелом, али нехотице упада у битку на мосту између Нилгардијаца и лиријских партизана краљице Меве: бранећи Милву, која пада и доживљава побачај испод моста, Гералт и Кахир доприносе победи краљице Меве. Одмах после битке, Гералт је проглашен витезом и званично постаје "Гералт од Ривије".

### У Редањи
У замку Монтекалво, у Редањи, Филипа Ејлхарт, која након убиства краља Визимира готово влада Редањом, оснива магијску Ложу, тајно, међународно удружење чаробница које има за циљ да оствари превласт магије над политиком и владарима. Ложи приступају Филипа, Маргарита Ло Антиј и Трис Мериголд од Редање, Сабрина Глевсиг из Кедвена, Шила де Танкарвил из Ковира, две вилењачке чаробнице - Франческа Финдабар (краљица Долине Цвећа, нове вилењачке државе у Едирну под заштитом Нилфгарда) и Енид ап Галеана, и две из Нилфгарда: Асире вар Анахид и Фрингила Виго. Франческа доводи са собом и Јенефер (за коју влада опште мишљење да је погинула или приступила Вилгефорцу у издаји), коју је заробила приликом пуча на Танеду, и Филипа јој нуди место у Ложи за њу и за Цири (за коју чаробнице верују да је испуњење древног Итилининог пророчанства - да ће њен потомак владати светом), коју треба да преда Ложи; у случају да одбије, прете јој мучењем и смрћу. Опште је мишљење да је права Цири заробљена од Вилгефорца, док је Цири у нилфгарду само двојница. Иако спутана магијском блокадом, Јенефер успева да се телепортује из замка уз малу помоћ Фрингиле (која ју је ослепела у бици код Содена и жели да јој се некако одужи). У епилогу сазнајемо да се Јенефер телепортовала у море, близу острва Скелиг, где је пронашла помоћ и одлучила да пронађе Вилгефорца и избави Цири.

### У Нилфгарду
У међувремену, Цири се саживела са бандом младих одметника који себе називају "Пацовима" и постала позната као "Фалка", име узето по уклетој принцези запамћеној по злочинима из грађанског рата у Цинтри (која је уједно и прабаба Каланте, Цирине баке). Уз младе разбојнике, Цири/Фалка почиње да пљачка, пали и убија, упркос почетном страху и устезању, узима фистех (дрогу сличну кокаину) и започиње љубавну везу са младом разбојницом Мистле. Временом, накупљени гнев води Цири у све теже злочине.

## Цитати
Нема војске без реда и поретка. Тим чудније је то што прави рат-а неколико правих ратова сам видео-у смислу поретка и реда запањујуће подсећа на пожаром захваћен куплерај. (Невен о ратовању)
Међу вама, људима, свако гледа како ће на туђој несрећи да заради. Кад је глад, онда се храна не дели, него се прождире онај ко је најслабији. Такво муфтарење вучји је закон, допушта најздравијим и најјачим јединкама да преживе. Али међу вама који имате разум таква селекција обично омогућава да преживи и доминира највећи шљам. Закључке и прогнозе извуците сами. (Золтан о људима)

## Ликови
- Гералт од Ривије (пољ. Geralt z Rivii) познат и као Гвинблејд (Древни вилењачки говор: "Бели вук") и Касапин из Блавикена,[13] је главни јунак Саге о Вешцу. Вештац, који путује Континентом (углавном Северним краљевствима) и живи од лова на чудовишта, која муче целу земљу. Мутант, изложен мутагеним травама као дете (током процеса познатог као Кушња) обдарен натприродном снагом, брзином и оштрином чула (које појачава магичним еликсирима), дуговечношћу (имплицирано је да је старији од сто година, и не показује знаке старења) и основним познавањем магије, али је проклет стерилитетом, судбином свих мутаната. Опрезан, усамљен и ћутљив човек, ванбрачни син чаробнице која га се одрекла, одгајен на вештерској академији у Каер Морену, од старијег вешца по имену Визимир. Строго се придршава кодекса вештаца: не убија разумна бића и чува строгу неутралност у политичким сукобима.[14] Питер Апор тврди да он оличава неолиберални анти-политички дух пољске популарне културе из деведесетих.[15]

- Јенефер од Венгерберга (пољ. Yennefer z Vengerbergu) славна чаробница стара 94 године[16], са изгледом прелепе црнокосе девојке. Чланица Савета чаробњака, борила се код Содена на страни Едирна, где је ослепљена (али је излечена магијом). Поносна, независна и темпераментна жена, али дубоко заљубљена у Гералта; оптерећена немогућношћу да има децу, пошто се све полазнице школе магије у Аретузи стерилишу у детињству. У младости грбава, пореклом из полувилењачке породице.[16]

- Цирила Фиона Елен Ријанон (позната као Цири, од речи Зираел у Древном говору (што значи ластавица) пољ. Jaskolka, позната и као Лавић од Цинтре и Чедо Древне Крви, је принцеза Цинтре, кћи Павете и Дунија, и унука краљице Каланте. Усвојена кћи Гералта и Јенефер, потомак Ларе Дорен ап Шијадел, вилењачке чаробнице, и Крегана, људског чаробњака, носилац проречене Древне Крви, гена који јој даје моћ да путује кроз време и простор снагом магије.[17] Мршава плавокоса девојчица зелених очију, обучена у вештерским вештинама у Каер Морену, као и основама магије од Јенефер.
- Невен (енгл. Dandelion, пољ. Jaskier) правим именом гроф Јулијан, чувени песник, бард и Гералтов пријатељ. Неке од његових најславнијих балада описују љубав Гералта и Јенефер; прве две збирке приповедака представљене су у трећој књизи као песме које Невен пева слушаоцима под светим дрветом.[18] У време саге близу четрдесете, необично висок, младолик и привлачан, понекад га замењују за вилењака. Учесник већине Гералтових авантура.

## Географија
Иако званична мапа још не постоји, на основу описа из књига, измишљени "Континент" може се грубо поделити у три дела:
- северозападни део Континента заузимају Северна Краљевстава: Редања (северозападно), Кедвен (североисточно), Темерија, Махакам, Соден и Бруга (југозападно) и Едирн, Лирија и Ривија (југоисточно); уз западну обалу леже Цидарис и Скелишка острва; северно од Редање налазе се Ковир и Повис. Граница Северних краљевстава и Нилфгарда иде реком Јаругом (која се улива у море код Цинтре): северно од Јаруге су кнежевине Бруга и Верден (вазали Темерије), а јужно од реке су Доњи Соден и Цинтра, од скора под влашћу Нилфгарда, и царске провинције Ебинг (уз обалу) и Дол Ангра (у унутрашњости), као и вазална кнежевина Тусен.[20]
- југозападни део Континента (јужно од реке Јаруге) заузима царство Нилфгард, састављено од провинција, од којих се помињу: Дол Ангра, Тусен (јужно од Јаруге), Метина, Назаир, Ебинг, Виковаро (даље на југу).[20]
- источни део Континента, где се налазе пустиња Корат, Зериканија, Хакланд и Ватрене планине, углавном је непознат.